# Barbara Brodzińska-Mirowska
Barbara Brodzińska-Mirowska – polska politolog, doktor habilitowany nauk społecznych.

## Życiorys
W 2007  r. ukończyła studia politologiczne, w 2011 r. obroniła pracę doktorską pt. Marketing międzwyborczy jako konsekwencja profesjonalizacji komunikowania politycznego, której promotorem był prof. Marek Jeziński, w 2024 r. habilitowała się na podstawie pracy zatytułowanej Wielowymiarowe komunikowanie polityczne polskich partii politycznych w dobie czwartej ery komunikacji (cykl publikacji powiązanych tematycznie).
Została pracownikiem naukowym na Uniwersytecie Mikołaja Kopernika w Toruniu.